# Judy Garland

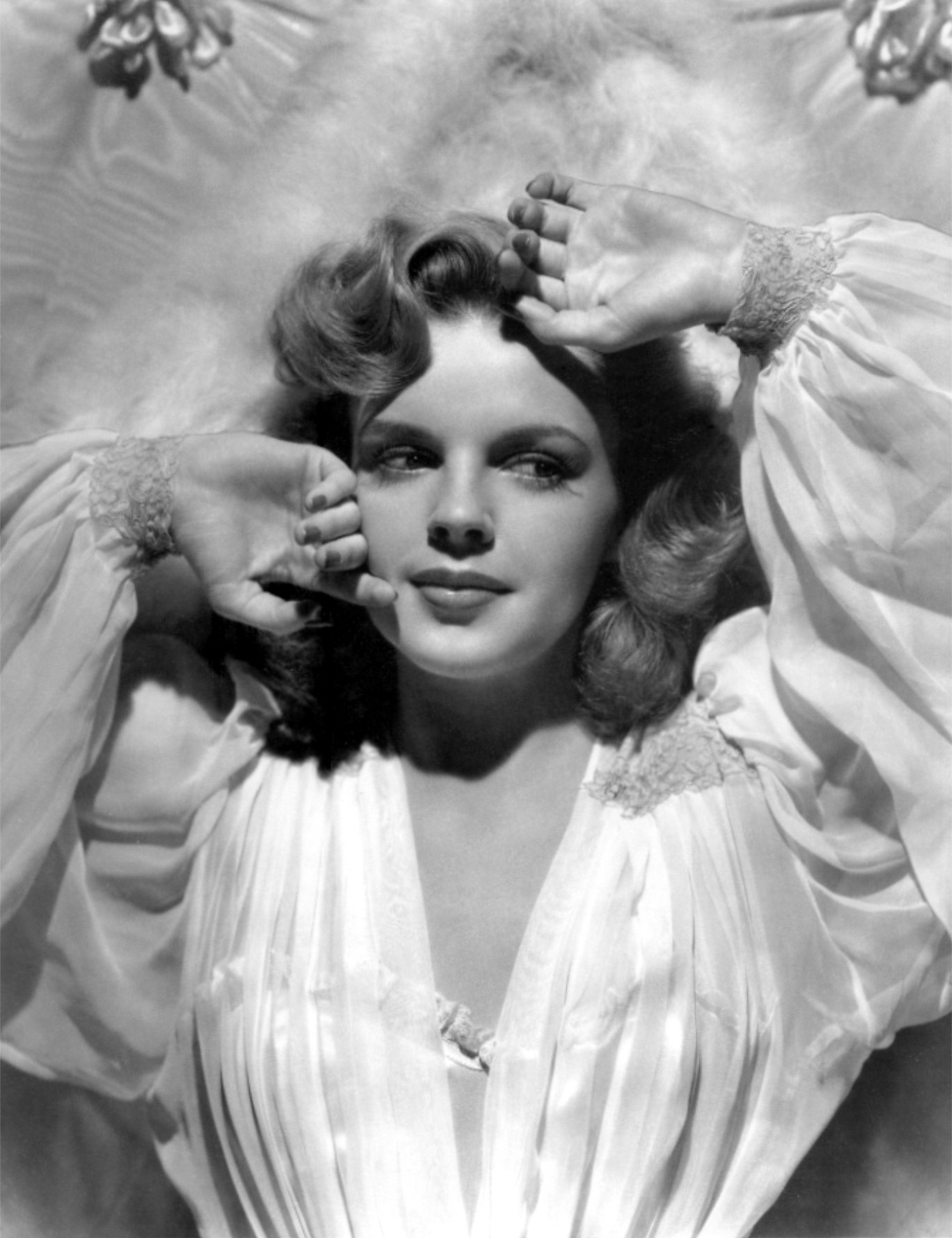
Judy Garland în 1943

Judy Garland (n. 10 iunie 1922 - d. 22 iunie 1969) a fost o cântăreață și actriță de film americană. Cu o carieră de peste 45 de ani, a atins statutul de star internațional atât datorită musicalurilor cât și rolurilor sale dramatice, fiind recunoscută și ca solistă. În 1940, i-a fost acordat Premiul Juvenil al Academiei. A câștigat un Glob de Aur și un Premiu Tony Special. Garland a fost prima femeie care a câștigat Premiul Grammy pentru cel mai bun album al anului, pentru înregistrarea live din 1961, Judy at Carnegie Hall. 
Garland și-a început cariera jucând ca și copil în spectacole de vodevil, semnând cu studioul Metro-Goldwyn-Mayer în adolescență. A apărut în peste o duzină de filme marca MGM, dintre care cel mai iconic, rolul Dorothy Gale în Vrăjitorul din Oz (1939). Garland apărea deseori în filme alături de Mickey Rooney și Gene Kelly și a colaborat în mai multe ocazii soțul său, regizorul Vincente Minnelli. Joacă în alte filme precum Ne vedem în St. Louis (1944), The Harvey Girls (1946), Easter Parade (1948) și Summer Stock (1950).
Două dintre rolurile sale lăudate de critici vin mai târziu în cariera sa, cu filmele A Star is Born (1954) și Procesul de la Nürnberg (1961). Ambele prestații sunt nominalizate la Premiile Oscar. În 1999, este listată pe locul opt în topul AFI's 100 Years...100 Stars realizat de Institutul American de Film.

## Filmografie

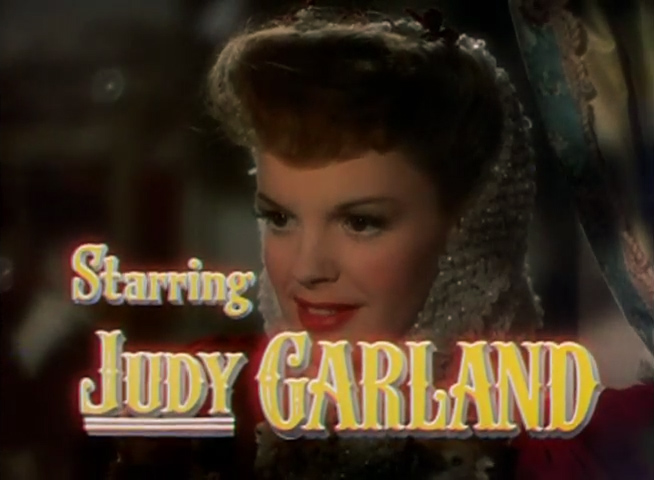
Judy Garland în Ne vedem în St. Louis (1944)

| Titlu                        | An   | Rol                                      | Note | Surse |
| ---------------------------- | ---- | ---------------------------------------- | --- | ----- |
| The Big Revue                | 1929 | Herself, with the Gumm Sisters           | |       |
| A Holiday in Storyland       | 1930 | Herself, with the Gumm Sisters           | Includes Garland's first solo number, "Blue Butterfly"                                                                              |       |
| Bubbles                      | 1930 | Herself, with the Gumm Sisters           | |       |
| The Wedding of Jack and Jill | 1930 | Herself, with the Gumm Sisters           | |       |
| La Fiesta de Santa Barbara   | 1935 | Herself, with the Gumm Sisters           | |       |
| Every Sunday                 | 1936 | Judy                                     | Short film, first role at MGM |       |
| Pigskin Parade               | 1936 | Sairy Dodd                               | |       |
| Broadway Melody of 1938      | 1937 | Betty Clayton                            | |       |
| Thoroughbreds Don't Cry      | 1937 | Cricket West                             | |       |
| Everybody Sing               | 1938 | Judy Bellaire                            | |       |
| Love Finds Andy Hardy        | 1938 | Betsy Booth                              | |       |
| Listen, Darling              | 1938 | "Pinkie" Wingate                         | |       |
| The Wizard of Oz             | 1939 | Dorothy Gale                             | |       |
| Babes in Arms                | 1939 | Patsy Barton                             | Garland was honored with an Academy Juvenile Award                                                                                  |       |
| Andy Hardy Meets Debutante   | 1940 | Betsy Booth                              | |       |
| Strike Up the Band           | 1940 | Mary Holden                              | |       |
| Little Nellie Kelly          | 1940 | Nellie Noonan Kelly, Little Nellie Kelly | |       |
| Ziegfeld Girl                | 1941 | Susan Gallagher                          | |       |
| Life Begins for Andy Hardy   | 1941 | Miss Betsy Booth                         | |       |
| Babes on Broadway            | 1941 | Penny Morris                             | |       |
| We Must Have Music           | 1942 | Herself                                  | Short film |       |
| For Me and My Gal            | 1942 | Jo Hayden                                | |       |
| Thousands Cheer              | 1943 | Herself                                  | |       |
| Presenting Lily Mars         | 1943 | Lily Mars                                | |       |
| Girl Crazy                   | 1943 | Ginger Gray                              | |       |
| Meet Me in St. Louis         | 1944 | Esther Smith                             | |       |
| The Clock                    | 1945 | Alice Mayberry                           | |       |
| Ziegfeld Follies             | 1945 | The Star                                 | Featured in The Great Lady Has An Interview segment                                                                                 |       |
| The Harvey Girls             | 1946 | Susan Bradley                            | |       |
| Till the Clouds Roll By      | 1946 | Marilyn Miller                           | |       |
| The Pirate                   | 1948 | Manuela Ava                              | |       |
| Easter Parade                | 1948 | Hannah Brown                             | |       |
| Words and Music              | 1948 | Herself                                  | |       |
| In the Good Old Summertime   | 1949 | Veronica Fisher                          | |       |
| Summer Stock                 | 1950 | Jane Falbury                             | |       |
| A Star Is Born               | 1954 | Vicki Lester (Esther Blodgett)           | Garland won the Golden Globe Award for Best Actress in a Musical or Comedy and was nominated for an Academy Award for Best Actress. |       |
| Pepe                         | 1960 | Herself                                  | Voice only |       |
| Judgment at Nuremberg        | 1961 | Mrs. Irene Hoffman Wallner               | Garland received Oscar and Golden Globe nominations for Best Supporting Actress.                                                    |       |
| Gay Purr-ee                  | 1962 | Mewsette                                 | Voice only |       |
| A Child Is Waiting           | 1963 | Jean Hansen                              | |       |
| I Could Go On Singing        | 1963 | Jenny Bowman                             | |       |